# Dieterbachel
Das Dieterbachel ist ein kurzer rechter Zufluss zum Moosbach bei Egling in Oberbayern. Es entsteht bei Oberegling und mündet nach kurzem mäanderndem Verlauf in den Moosbach.
Dabei verläuft es größtenteils im FFH-Schutzgebiet Moore zwischen Dietramszell und Deining.

## Galerie

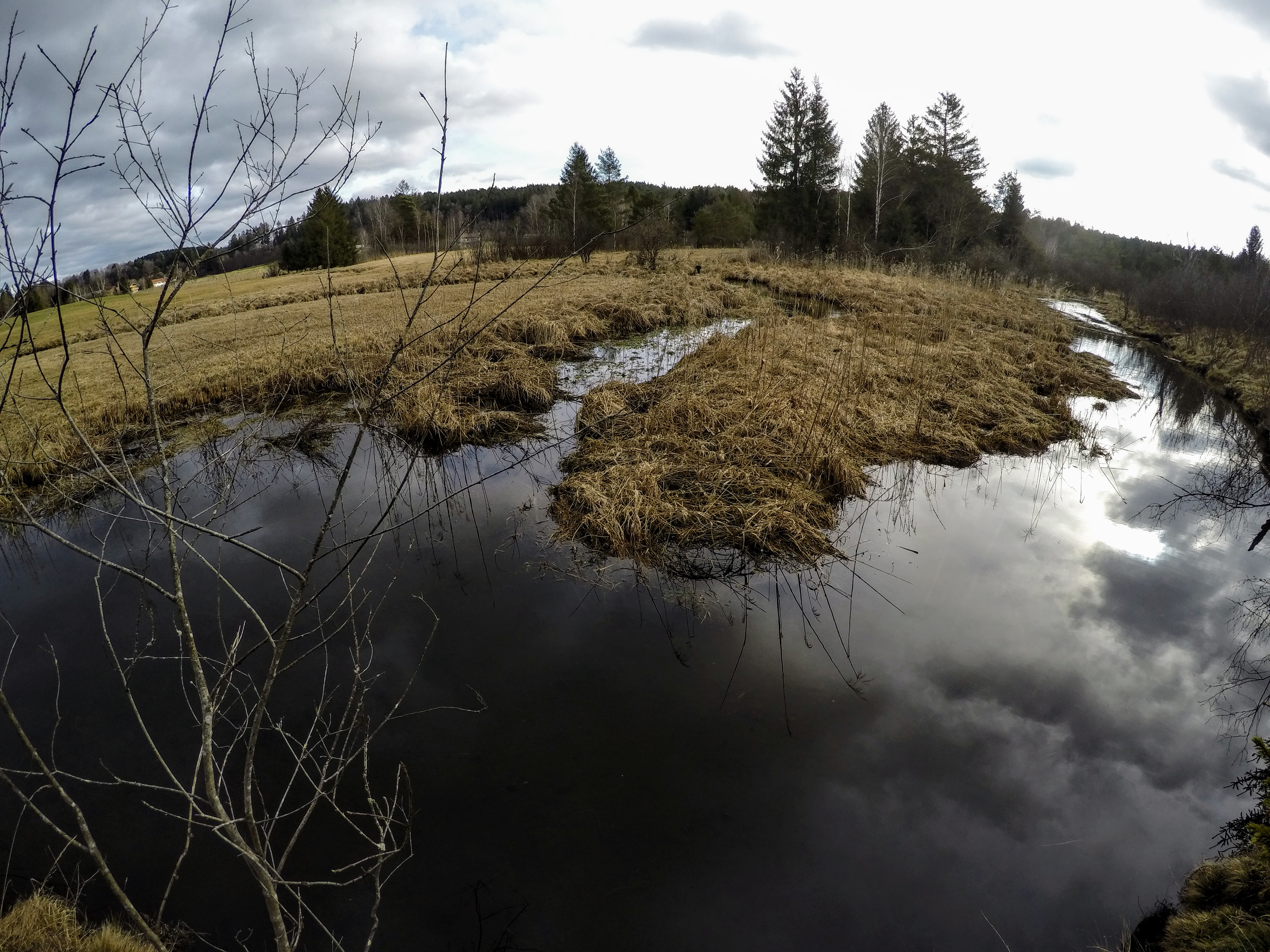
Zusammenfluss mit Moosbach